# Yinshanieae
Yinshanieae es una tribu de plantas pertenecientes a la familia Brassicaceae. El género tipo es Yinshania Ma & Y. Z. Zhao

## Géneros
Según GRIN
- Cochleariella Y. H. Zhang & Vogt = Yinshania Ma & Y. Z. Zhao
- Cochleariopsis Y. H. Zhang = Yinshania Ma & Y. Z. Zhao
- Hilliella (O. E. Schulz) Y. H. Zhang & H. W. Li = Yinshania Ma & Y. Z. Zhao
- Yinshania Ma & Y. Z. Zhao